# Zeekr 007
Zeekr 007 – elektryczny samochód osobowy klasy średniej produkowany pod chińską marką Zeekr od 2023 roku.

## Historia i opis modelu

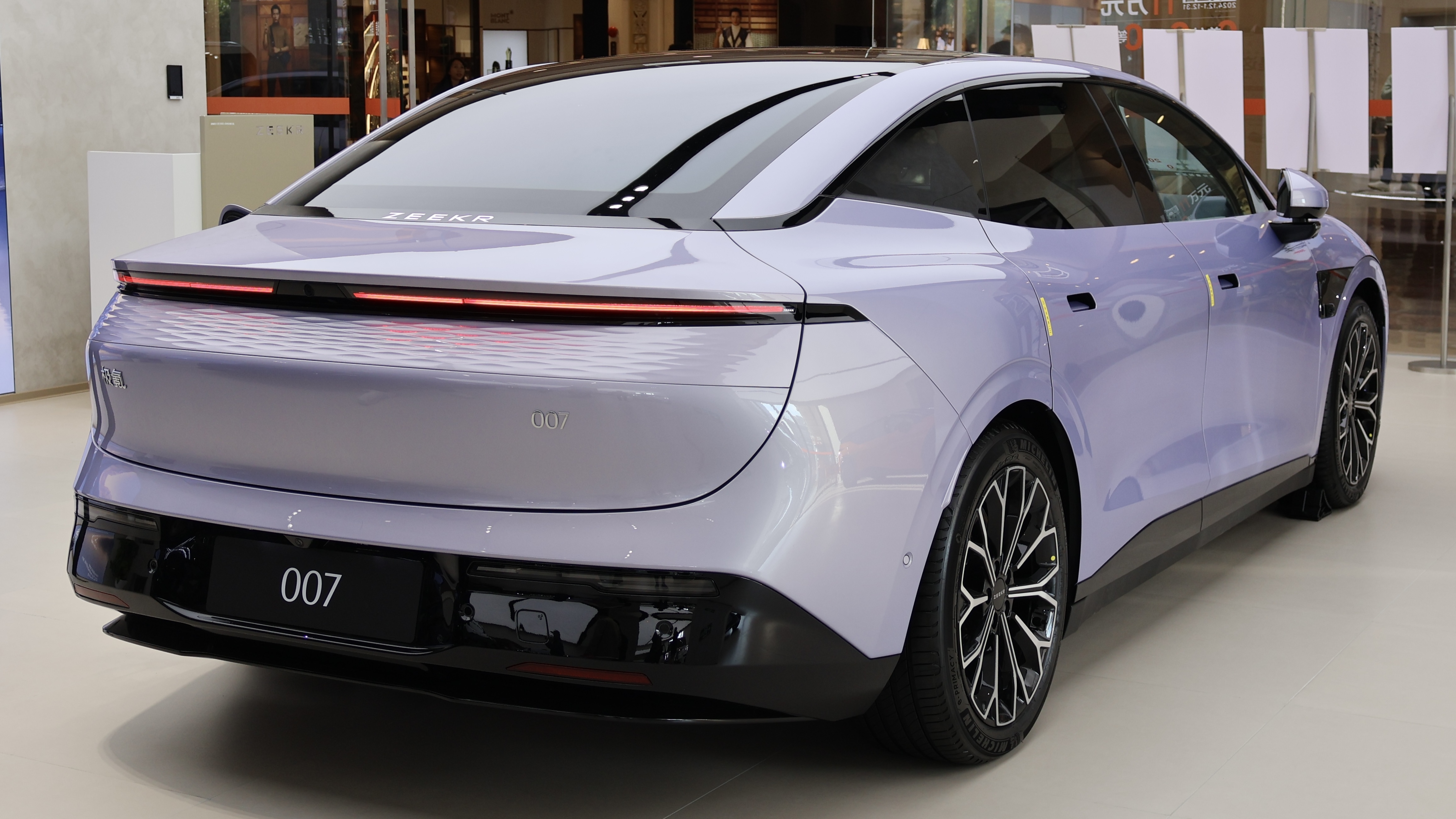
Zeekr 007 YOU - tył

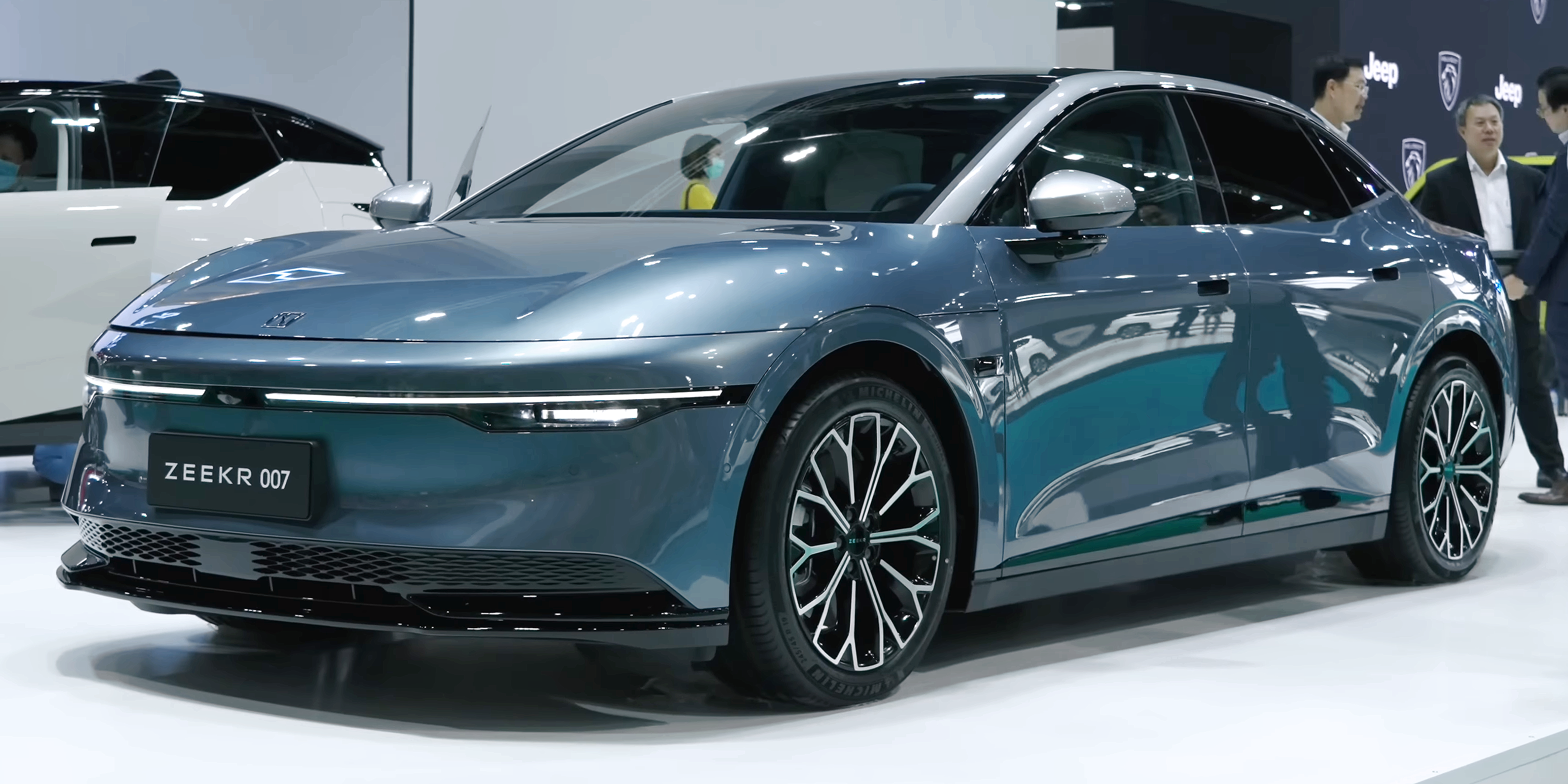
Zeekr 007 WE

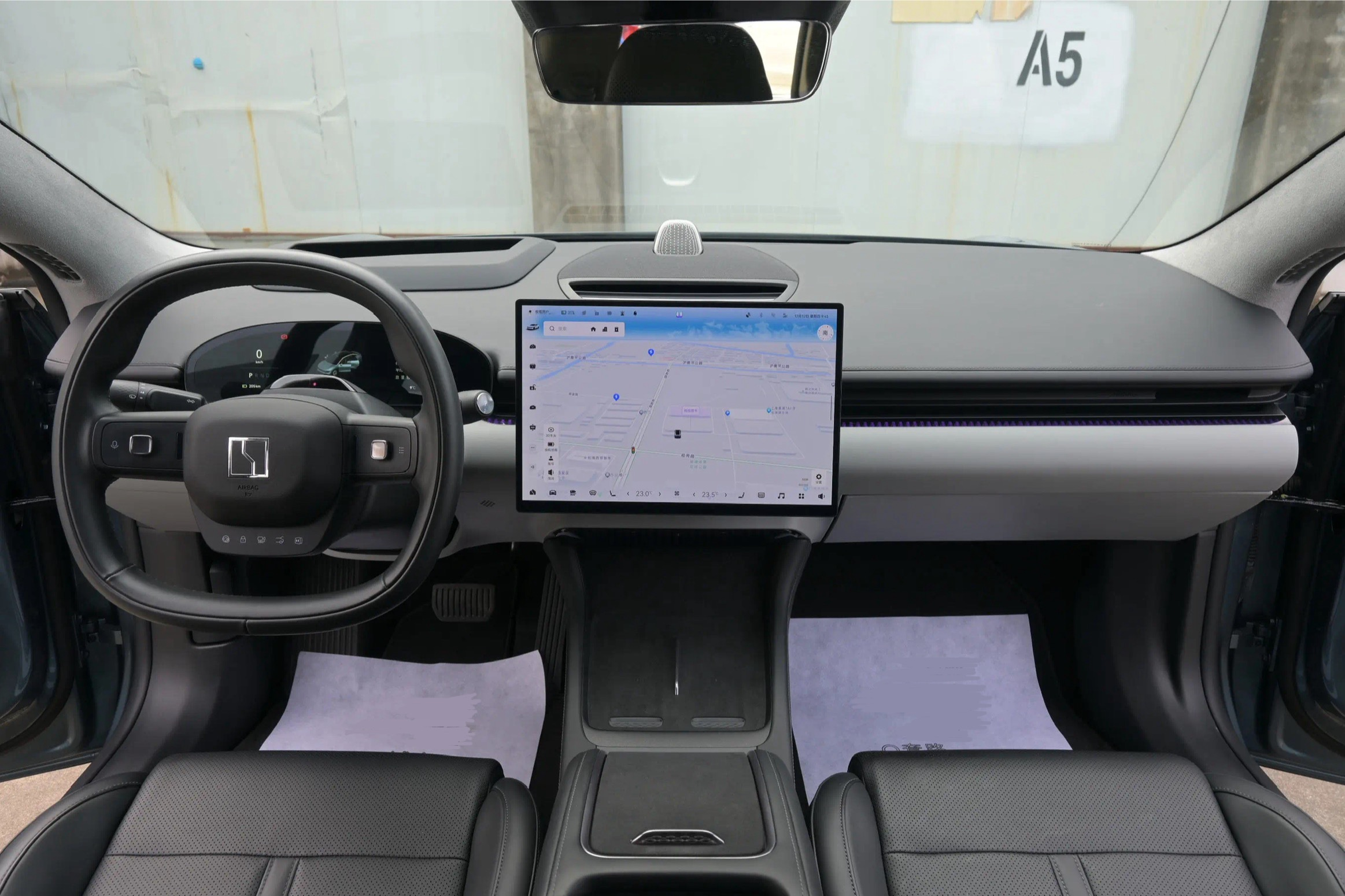
Zeekr 007 - kokpit

W drugiej połowie listopada 2023 podczas Guangzhou Auto Show odbyła się premiera czwartego modelu powstałej przed 2 laty chińskiej marki Zeekr, tym razem pod postacią średniej wielkości sedana 007. Samochód został oparty na nowej pochodnej modułowej platformy SEA chińskiego koncernu Geely, będąc pierwszym pojazdem korzystającym z płyty podłogowej PMA2+. Podobnie jak poprzednie, pierwsze 3 samochody Zeekr, tak i stylizacja 007 została opracowana przez niemieckiego projektanta Stefana Sielaffa, znanego wcześniej z projektowania modeli Audi. Samochód zyskał smukłą sylwetkę 4-drzwiowego sedana z obszernie przeszklonym nadwoziem, a także rozbudowanym horyzontalnym oświetleniem zdobiącym zarówno przód, jak i tył. Charakterystycznym detalem stał się dodatkowy, szeroki przedni pas wspomagający reflektory, który dodatkowo wyposażono w wyświetlanie rozbudowanych animacji w technologii LED. Rozwiązanie to pozostało jednak tylko opcją za dodatkową dopłatą: w podstawowym wariancie pas przedni pozbawiony jest rozbudowanego pasa świetlnego i posiada jedynie nisko osadzony, wąski segment reflektorów.
Kabina pasażerska utrzymana została w jasnej estetyce podobnej do crossovera Zeekr X, wyróżniając się kremowo-beżowym wykończeniem, dwuramiennym kołem kierownicy z dotykowymi przyciskami do podstawowych funkcji pojazdu, a także dwoma wyświetlaczami pełniącymi kolejno funkcję zegarów oraz centralnego, 15,05-calowego systemu multimedialnego. Pojazd ponadto wyposażono w opcjonalny, rozbudowany do 21 głośników system audio. Dach został całkowicie przeszklony, poprawiając doświetlenie wnętrza.
Zeekr 007 został wyposażony w rozbudowaną technologię, na czele z autorskiej konstrukcji systemem półautonomicznej jazdy ADAS. Rozbudowane skanowanie otoczenia umożliwił umieszczony przy krawędzi dachu LiDAR, a także 12 kamer HD, 5 czujników mikrofalowych, 12 radarów ultrasonicznych. 

### Sprzedaż
Zeekr 007 powstał głównie z myślą o wewnętrznym rynku chińskim, gdzie przedsprzedaż rozpoczęła się podczas listopadowej premiery i wzbudziła duże zainteresowanie: w ciągu pierwszych 48 godzin chiński producent zgromadził 20 tysięcy zamówień. Dla uatrakcyjnienia oferty producent przewidział dla pierwszych nabywców 6000 juanów rabatu już przy cenie regularnej znacznie niższej od cennika najważniejszego konkurencyjnego modelu, Tesli Model 3. Dla zaakcentowania tego, Zeekr wyemitowało w czasie premiery prowokacyjną kampanię reklamową prezentującą gamę modeli Tesli w szaro-ciemnych barwach, z wyeksponowanym 007 w kontrastowej żółtej barwie na środku.

### Dane techniczne
Zeekr 007 to samochód w pełni elektryczny, do którego napędu przewidziano dwa warianty: podstawowy, tylnonapędowy, o mocy 421 KM, a także AWD rozwijający moc 645 KM. Samochód wyposażono w system ultraszybkiego ładowania 800V, który pozwala uzupełnienie od 10% do 80% stanu akumulatora w 15 minut. Wolniejszy wariant osiąga 100 km/h w 5,4 sekundy, a szybszy - w 2,84 sekundy. Akumulatory dostarczone przez firmę CATL oferują od 688 do 870 kilometrów maksymalnego zasięgu w trybie mieszanym według chińskiego cyklu pomiarowego CLTC.